# 유럽주의
유럽주의는 유럽인들이 공통적으로 가지고 있는, 국가 또는 국가의 정체성을 초월해 공통된 규범과 가치로 하나의 유럽인임을 강조하는 것으로, 일종의 내셔널리즘으로 분류되기도 하나, 이념보다는 수사에 가깝다.

## 같이 보기
- 유럽 연합
- 친유럽주의